# 天若有情 (2015年電視劇)
《天若有情》，2015年台視八點檔連續劇。由黃騰浩、李佳豫、潘柏希、林逸欣、苗可麗、陳文山、羅時豐、阿本、何紫妍領銜主演。於2015年2月24日在台視開拍，6月3日在開鏡記者會，台視主頻於7月22日上檔。

## 簡介
一個浪子展開他奇特的報恩與報仇的行動，激盪出萬丈波瀾。
一場疫情與食安風暴，從此改變許多人的命運軌跡。
天底下沒有真正無可救藥的惡人，善惡總在一念之間。
而人們終將以他們的善念與真情，交織出一股正向力量，扭轉一切！

## 播出時間
以下時間以當地時間（台灣時間）為準

### 首播
| 頻道                      | 所在地   | 播放日期                       | 播放時間                                         |
| ------------------------- | -------- | ------------------------------ | ------------------------------------------------ |
| 台視主頻                  | 臺灣     | 2015年7月22日至09月15日        | 每週一至週五 20:00-22:15                         |
| 台視主頻                  | 臺灣     | 2015年9月16日起                | 每週一至週五 20:00-21:00                         |
| 佳樂台                    | 新加坡   | 2015年10月30日                 | 每週一至五 18:00-20:00                           |
| Astro欢喜台 Astro欢喜台HD | 马来西亚 | 2016年1月29日起2016年7月25日起 | 每週一至週五17:00-18:00 每週一至週五 17:30-18:30 |
| 中华TV                    |          | 2016年3月25日                  | 星期一至五20:55-23:05                            |

### 重播
| 頻道     | 所在地 | 播放日期        | 播放時間                 |
| -------- | ------ | --------------- | ------------------------ |
| 台視主頻 | 臺灣   | 2015年7月22日起 | 每週一至週五 23:20-01:40 |
| 台視主頻 | 臺灣   | 2015年7月23日起 | 每週一至週五 13:00-15:20 |
| 台視主頻 | 臺灣   | 2015年9月16日起 | 每週一至週四 23:00-00:00 |
| 台視主頻 | 臺灣   | 2015年9月19日起 | 週六 01:20-02:25         |
| 台視主頻 | 臺灣   | 2015年9月17日起 | 每週一至週五 13:00-14:00 |

## 演員列表

### 李家
| 演員   | 角色              | 介紹 | 登場集數 |
| 羅時豐 | 李振揚 (熊井昌平) | 前民富公司副總經理 潘永芳之夫，李曉東、李曉佩之父 葉俊民之好友 15年前因頂下民富所有案件，而跳海身亡；實際上他人躲在日本，卻因15年前殺人案件起訴期尚未結束而於第47集和家人正式見面；曾經回去日本。           | 第1集 第34集、第36集～第38集 第46集～第51集、第60集～第64集 第67集～第74集、第80集～第82集 第95集～第101集 第122集～第124集、第127集～第130集                                    |
| 苗可麗 | 潘永芳            | 家管 李振揚之妻，李曉東、李曉佩之母 魏正昌、吳桂芬之好友 曾與葉俊民有一段情 人生沒有花好月圓這種事，但即使天若無情，她仍想有情有義的活到最後一口氣！                                                        | 第1集～第29集、第31集～第53集 第60集～第64集、第66集～第74集 第80集～第82集、第95集～第99集 第103集～第114集 第116集～第117集 第119集～第120集 第122集～第124集 第127集～第130集 |
| 黃騰浩 | 李曉東            | 前海景飯店負責人、友善(網購)平台負責人、專案小組成員 李振揚、潘永芳之子，李曉佩之兄，曾經喜歡葉以柔 葉以德、葉以柔、魏鴻志之好友、林芯悅之夫 眾人敵視的妖魔，令人心疼的孽子，志在報三個恩五個仇的可愛浪子！ | 全劇 |
| 林逸欣 | 林芯悅            | 前民富公司員工、前海景飯店服務人員、友善平台員工 吳桂芬之女，林芯辰之妹，李曉東之妻 仗義的純真女孩，走向臥底人生。                                                                                          | 全劇 |

### 葉家
| 演員   | 角色   | 介紹 | 登場集數 |
| 陳文山 | 葉俊民 | 前民富公司董事長 民富公司顧問 劉金枝之女婿，劉月茹之夫，葉以德、葉以柔之父 李振揚、王道川之好友 曾與潘永芳有一段情 人生的黑白，世間的善惡，他都有一份！ 曾被曉東跟以德劫走，現在住在芯悅的家。目前已被檢察官解除通緝  | 第1集～第28集、第30集～第37集 第39集～第43集、第46集 第50集～第61集、第64集～第66集 第68集～第75集、第77集～第90集 第92集～第93集、第95集～第99集 第101集～第104集、第106集～第109集 第114集~第130集 |
| 張以琳 | 劉月茹 | 民富公司總經理 葉俊民之妻 葉以德、葉以柔之母 李家之前死敵 昔日非常討厭李家，最後向李家諒解 | 第1集～第22集、第24集～第37集 第40集、第42集～第44集 第52集～第59集、第62集～第65集 第69集～第96集、第98集～第100集 第102集、第107集～第109集 第130集                                                |
| 潘柏希 | 葉以德 | 前友善平台股東、專案小組成員 前民富公司員工 葉俊民、劉月茹之子，葉以柔之兄，李曉佩之夫 李曉東之好友 看似無情實則熱血的酷哥英雄，自我否定大好人生而另闢蹊徑，只為追求良知與真愛！                                      | 全劇 |
| 李佳豫 | 李曉佩 | 前海景飯店副負責人、前友善平台副負責人 前民富公司員工 李振揚、潘永芳之女，李曉東之妹，葉以德之妻 葉以柔之好友 網路行銷高手，協助哥哥李曉東經營友善平台 用笑容打敗挫折的人生，同樣的笑容最終讓她贏得事業和無價的愛情！ | 第1集～第58集、第60集～第97集 第99集～第100集、第102集～第110集 第112集-第130集 |
| 何紫妍 | 葉以柔 | 前海景飯店服務人員、前友善平台員工、前民富公司員工 葉俊民、劉月茹之女，葉以德之妹，曾經喜歡李曉東 張敏龍(羅建平)之女友 李曉佩之好友 敢於言愛的快意人生，像隻可愛的刺蝟，一直等不到的真愛卻不料真愛早在身邊！          | 第2集～第45集、第48集～第49集 第51集～第70集、第73集～第77集 第81集、第85集～第87集 第89集～第94集、第96集～第99集 第102集～第104集、第107集、第110集 第113集、第115集~第130集                       |

### 劉家
| 演員   | 角色   | 介紹 | 登場集數 |
| 吳佳珊 | 劉金枝 | 民富公司創辦人、代理董事長 劉宏仁、劉月茹之母，劉雅文姑姑，葉俊民岳母 劉大鈞祖母，葉以德、葉以柔外祖母 吳桂芬、江銘傳好友 非常疼惜晚輩、賞識俊民、曉東                                                 | 第2集～第17集、第19集～第35集 第37集～第43集、第50集～第54集 第57集、第62集～第65集 第69集～第75集、第77集～第89集 第91集～第99集 第101集～第108集 第110集～第113集、第115集~第130集                       |
| 許家榮 | 劉宏仁 | 律師，前民富公司董事長，前民富公司法律顧問、前總經理 劉月茹之兄、劉大鈞之父 與葉家不承認親戚關係 葉家、李家之死敵 疑似為博愛社成員之一 已於130集良心發現而把15年前民富食安事件供出來而自己也已入獄服刑 | 第1集～第22集、第25集 第29集～第46集、第48集～第61集 第69集、第71集～第75集 第77集～第87集、第90集～第93集 第110集～第130集                                                                                |
| 何蓓蓓 | 劉雅文 | 耀升食品公司執行長、民富公司顧問 劉宏仁、劉月茹堂妹 與葉家不承認親戚關係 葉家、李家之前死敵 李曉東、林芯悅之前死敵 破壞李曉東、林芯悅的婚姻列入小三的對象                                              | 第61集～第63集、第65集、第68集 第69集、第73集、第90集～第103集 第105集～第108集、第110集～第130集 |
| 方大韋 | 劉大鈞 | 因為自身得病加上被王道川陷害而悔改 民富公司前副總經理、職員 劉宏仁之子，劉金枝的孫子，林芯辰之夫 背後隱藏販毒集團 與葉家不承認親戚關係 葉家、李家之死敵                                                | 第1集～第4集、第8集～第12集 第14集～第22集、第24集～第61集 第63集、第66集～第69集 第71集～第87集、第90集～第108集 第110集～第130集                                                                         |
| 黃瑄   | 林芯辰 | 前劉金枝看護 吳桂芬之女，林芯悅之姊，劉大鈞之妻 | 第1集～第5集、第8集～第12集 第14集～第17集、第20集～第23集 第25集～第29集、第31集～第41集 第50集～第54集、第58集、第62集 第63集、第69集～第92集 第95集～第98集、第111集～第113集 第116集、第129集～第130集 |

### 魏家
| 演員   | 角色   | 介紹 | 登場集數 |
| 游耀光 | 魏正昌 | 化學老師，李曉東在監獄的教誨師 魏鴻志之父 潘永芳好友 替王道川製毒，已被曉東發現                                                      | 第1集～第2集、第5集～第6集 第8集～第9集、第16集、第18集 第20集～第24集、第26集、第29集 第34集～第35集、第37集 第39集～第49集、第59集～第61集 第73集～第74集、第82集～第83集 第87集～第89集、第93集～第97集 第100集、第106集～第110集、第125集 第128集、第130集 |
| 張哲豪 | 魏鴻志 | 前海景飯店公關主任、友善平台員工 魏正昌之子，喜歡李曉佩 李曉東好友 知道爸爸是販毒集團之一 目前受理曉東旨意再王道川及陳建勇身邊當臥底 | 第1集～第36集、第38集～第47集 第52集～第53集、第55集～第62集 第69集～第70集、第73集～第84集 第87集～第95集、第98集～第106集 第108集～第112集、第114集 第116集～第130集                                                                                         |

### 販毒集團
| 演員   | 角色   | 介紹 | 登場集數 |
| 王耿豪 | 王道川 | Tom王 販毒集團首腦 葉俊民之好友 許柏威合作對象 橫跨黑白兩道 魏正昌之舊識兼合作對象 葉家、李家之死敵 第130集入獄服刑 | 第20集～第24集、第26集～第33集 第36集～第42集、第46集～第47集 第49集～第51集、第58集～第61集 第65集～第70集、第72集～第75集 第77集～第80集、第83集～第90集 第92集～第103集、第105集～第106集 第110集~第130集                                 |
| 張世賢 | 陳建勇 | 殺手 王道川之手下 背後似乎有販毒集團 於第129集被槍斃                                                                | 第12集、第15集～第25集 第27集～第33集、第36集～第37集 第39集、第41集～第42集、第47集 第49集～第50集、第58集～第61集 第65集～第69集、第74集～第75集 第77集～第80集、第86集～第88集 第90集、第92集～第103集、第105集 第106集、第108集～第129集 |

### 檢調單位
| 演員   | 角色                         | 介紹 | 登場集數 |
| 曹景俊 | 陳光明                       | 次長 許柏威、張海安上司 葉俊民臥底上司 | 第112集、第114集～第124集 |
| 孫協志 | 許柏威                       | 檢察長 王道川幕後大股東兼保護對象 陳佳琦之夫 張海安上司 本劇眾人之死敵 因妻兒遭殺害，所以患有精神官能症，但自殺時被潘永芳勸阻 已於127集被警方槍斃 | 第14集、第39集、第45集、第86集 第88集～第89集、第91集～第92集 第100集、第102集、第105集～第106集 第108集～第113集、第115集、第118集 第121集～第124集、第126集～第127集                                                                  |
| 黃子悅 | 張海安                       | 檢察官，專案小組負責人 負責調查吳桂芬毒肉圓、劉大鈞販售塑化劑食品及販毒集團等案件 極力追捕王道川 | 第1集～第5集、第7集～第8集 第11集～第24集、第26集～第27集 第31集、第34集、第35集、第39集 第40集、第44集～第49集 第56集～第61集、第65集～第69集 第71集、第86集～第92集 第98集～第103集、第109集～第130集                                 |
| 王為   | 王傳義                       | 警察，專案小組成員 為調查民富公司而與劉宏仁打交道 | 第1集～第4集、第8集 第11集～第13集、第15集、第17集 第19集、第21集～第24集、第26集 第34集～第37集、第39集～第40集 第44集～第49集、第58集～第63集 第65集、第67集～第69集、第71集 第73集、第86集～第92集 第98集～第104集、第109集～第130集 |
| 阿本   | 沈永新 （張敏龍） （羅建平） | 前民富公司董事長特別助理、前專案小組成員 葉以柔之男友 高中時因為一場意外失去父母親，成為孤兒。面臨種種險惡都不妥協的檢調臥底，最終卻由白轉黑只因愛情！ 真實身份已被葉俊民及王道川發現，並被威脅做雙面間諜 十五年前殺人案的兇手，嫁禍給李曉東 第67集被改名沈永新 | 第1集～第41集、第43集～第49集 第51集～第67集、第81集～第82集 第103集～第130集 |
|        | 書記官                       | 張海安僱用書記官 | 第57集～第58集、第66集、第90集 第92集、第100集、第112集、第115集 |
|        | 女秘書                       | 許柏威僱用秘書 | 第102集、第105集～第106集、第112集 |

### 友善平台
| 演員   | 角色   | 介紹                                                  | 登場集數 |
| 高允漢 | 陳進發 | 前海景飯店經理、友善平台員工                          | 第2集～第7集、第9集～第12集 第15集、第25集～第36集 第38集～第47集、第52集～第53集 第55集～第57集、第60集、第69集 第70集、第73集～第76集 第78集～第84集、第87集～第91集 第93集、第96集～第98集 第100集～第102集、第104集～第105集 第109集～第110集、第112集、第115集                        |
| 陳希騰 | 楊光輝 | 前海景飯店服務人員、友善平台員工 當地原住民、綽號陽光 | 第2集～第7集、第9集～第12集 第15集、第25集～第36集 第38集～第47集、第52集～第53集 第55集～第57集、第60集、第69集 第70集、第73集～第76集 第78集～第84集、第87集～第91集 第93集、第96集～第98集 第100集～第102集、第104集～第105集 第109集～第110集、第112集、第115集                        |
| 梁舒涵 | 宋秋月 | 前海景飯店服務人員、友善平台員工 李曉佩之友           | 第2集～第7集、第9集～第12集 第15集、第25集～第36集 第38集～第47集、第52集～第53集 第55集～第57集、第60集、第67集 第69集～第70集、第73集～第76集 第78集～第84集、第87集 第89集、第91集、第93集～第94集 第96集～第98集、第100集～第102集 第104集～第105集、第109集～第110集 第112集、第115集 |

### 其他演員
| 演員   | 角色   | 介紹 | 登場集數 |
| 王雨妍 | 吳桂芬 | 林芯辰、林芯悅之母 潘永芳、劉金枝好友 因捲入食安事件遭逮捕起訴，肉圓店遭查封 目前自從頭家嬤回去葉家後又回來到曉東家住 | 第1集～第5集、第8集～第11集 第14集～第17集、第20集～第23集 第25集、第28集～第29集 第38集～第41集、第52集～第53集 第62集～第63集、第70集～第74集 第76集、第81集～第85集 第87集～第89集、第94集 第97集～第99集、第104集～第110集 第112集 |
| 玉尚   | 黃永松 | 海景飯店創辦人 李振揚好友 黃桑，將海景飯店給李曉東經營，來歷成謎 知道李振揚沒死                                       | 第2集、第8集、第12集、第25集 第34集、第36集、第38集、第46集 第47集、第61集、第67集～第68集 第94集～第98集、第100集～第101集 第104集～第106集、第108集～第111集 第114集～第130集                                                        |
| 高群   | 江銘傳 | 劉金枝好友 退休警察                                                                                                   | 第12集～第13集、第77集～第81集 第91集、第93集～第94集、第116集、第129集 |
| 楊子儀 | 鐘世雄 | 肝癌末期的笑面殺手 李曉東獄友、鐘燕燕之兄 目前已自首並入獄服刑                                                        | 第39集、第103集～第106集、第109集 第110集、第113集～第114集、第124～125集 |

### 客串演員
| 演員   | 角色       | 介紹                  | 登場集數                        |
|        | 王如萍     | 台視記者              | 第15集～第17集                  |
|        | 攝影機大哥 | 電視台派來攝影師      | 第15集～第17集                  |
|        | 施依汝     | AMY，王道川秘書       | 第20集、第29集～第30集、第109集 |
|        | 吳老闆     |                       | 第26集～第27集                  |
|        | 王醫師     | 劉金枝僱用心臟女醫師  | 第31集                          |
|        | 記者       | 8news女記者           | 第33集                          |
|        | 王記者     | tpnews女記者          | 第35集                          |
| 林逸欣 | 陳佳琦     | 許柏威之亡妻 被殺害死 | 第39集(回憶)                    |
| 何依霈 | 鐘燕燕     | 鐘世雄之妹            | 第130集                         |

## 電視劇歌曲
| 曲別   | 歌名           | 演唱者         | 作詞   | 作曲     | 集數            | 播出期間                      |
| 片頭曲 | 愛情袂赴變老   | 林知卉         | 王尚宏 | 王尚宏   | 第1集～第44集   | 2015年7月22日-2015年9月21日   |
| 片頭曲 | 愛戀三國       | 林知卉         | 王尚宏 | 王尚宏   | 第45集～第66集  | 2015年9月22日-2015年10月21日  |
| 片頭曲 | 樹葉仔         | 董育君、鄔兆邦 | 王尚宏 | 蔡明勳   | 第67集～第130集 | 2015年10月22日-2016年1月21日  |
| 片尾曲 | 愛情的風       | 林知卉、王尚宏 | 王尚宏 | 王尚宏   | 第1集～第21集   | 2015年7月22日-2015年8月19日   |
| 片尾曲 | 情批           | 董育君         | 江志豐 | 江志豐   | 第22集～第66集  | 2015年8月20日-2015年10月21日  |
| 片尾曲 | 舊情綿綿再相逢 | 張瀛仁、李明洋 | 黃聰典 | 台灣阿典 | 第67集～第88集  | 2015年10月22日-2015年11月20日 |
| 片尾曲 | 新娘裳         | 一綾           | 郭之儀 | 郭之儀   | 第89集～第130集 | 2015年11月23日-2016年1月21日  |

## 收視率

### 台視首播收視率
| 播映日期                 | 週數       | 集數       | 平均收視率 | 排名 | 備註                                                     |
| ------------------------ | ---------- | ---------- | ---------- | ---- | -------------------------------------------------------- |
| 2015年7月22日－7月24日   | 1          | 1-3        | 0.80       | 4    |                                                          |
| 2015年7月27日－7月31日   | 2          | 4-8        | 0.70       | 4    |                                                          |
| 2015年8月3日－8月7日     | 3          | 9-13       | 0.77       | 5    |                                                          |
| 2015年8月10日－8月14日   | 4          | 14-18      | 0.72       | 3    |                                                          |
| 2015年8月17日－8月21日   | 5          | 19-23      | 0.82       | 3    |                                                          |
| 2015年8月24日－8月28日   | 6          | 24-28      | 0.78       | 3    |                                                          |
| 2015年8月31日－9月4日    | 7          | 29-33      | 0.67       | 3    |                                                          |
| 2015年9月7日－9月11日    | 8          | 34-38      | 0.74       | 4    |                                                          |
| 2015年9月14日－9月18日   | 9          | 39-43      | 0.62       | 4    | 本週三，改播出六十分鐘                                   |
| 2015年9月21日－9月25日   | 10         | 44-48      | 0.64       | 4    |                                                          |
| 2015年9月28日－10月2日   | 11         | 49-53      | 1.90       | 4    |                                                          |
| 2015年10月5日－10月9日   | 12         | 54-58      | 0.67       | 3    |                                                          |
| 2015年10月12日－10月16日 | 13         | 59-63      | 0.69       | 4    |                                                          |
| 2015年10月19日－10月23日 | 14         | 64-68      | 0.66       | 4    |                                                          |
| 2015年10月26日－10月30日 | 15         | 69-73      | 0.63       | 3    |                                                          |
| 2015年11月2日－11月6日   | 16         | 74-78      | 0.71       | 3    |                                                          |
| 2015年11月9日－11月13日  | 17         | 79-83      | 0.69       | 3    |                                                          |
| 2015年11月16日－11月20日 | 18         | 84-88      | 0.77       | 3    |                                                          |
| 2015年11月23日－11月27日 | 19         | 89-93      | 0.74       | 3    |                                                          |
| 2015年11月30日－12月4日  | 20         | 94-98      | 0.70       | 3    |                                                          |
| 2015年12月7日－12月11日  | 21         | 99-103     | 0.73       | 3    |                                                          |
| 2015年12月14日－12月18日 | 22         | 104-108    | 0.80       | 3    |                                                          |
| 2015年12月21日－12月25日 | 23         | 109-113    | 1.88       | 3    |                                                          |
| 2015年12月28日－1月1日   | 24         | 114-117    | 1.55       | 3    | 12月31日播出《2016台中好跨年》，暂停播出一次             |
| 2016年1月4日－1月7日     | 25         | 118-121    | 1.45       | 4    | 1月8日播出《第14任总统副总统选举总统候选》，暂停播出一次 |
| 2016年1月11日－1月15日   | 26         | 122-126    | 1.44       | 4    |                                                          |
| 2016年1月18日－1月21日   | 27         | 127-130    | 1.24       | 3    | 1月21日完結篇                                            |
| 平均收視率               | 平均收視率 | 平均收視率 | 24.51      |      |                                                          |

- 同時段節目：
  - 三立：
    - 三立台灣台《世間情／甘味人生》
    - 三立都會台《好想談戀愛／軍官·情人／戀愛鄰距離》

  - 中視《武媚娘传奇／神鵰俠侶／少年四大名捕／花千骨》
  - 華視：
    - 週一～週五《千金女賊／錦繡緣華麗冒險／抓住彩虹的男人／杉杉来了／瑯琊榜》
    - 週一～週四《錦繡緣華麗冒險》
    - 週五《星光大道》

  - 民視《嫁妝》
  - 大愛《月娘／永不放棄／金門大國銘／萬里桂花香／望你早歸／愛的人生路》
- 由AC尼尔森調查，調查範圍是四歲以上收看電視之觀眾。

## 取景
- 澎湖
- 新北市板橋435藝文特區
- 新北市新店碧潭風景區

## 製作團隊
- 導演：簡學彬
- 編劇統籌：黃志翔、黃新高、方靜儀
- 製作人：黃志翔、陳正修、彭盛青
- 製作公司：列夫特文化有限公司
- 冠名贊助單位：黑豆桑天然靜釀醬料
- 協力編劇：劉梓潔、海伊、張綺恩、王卉竺、黃宣𩓙、黃美華、黃紀凡、李依瑾、林彣政、陳秋茹

## 外部連結
- 天若有情-台視 （页面存档备份，存于）
- 官方网站－台視
- 天若有情的Facebook專頁

| 臺灣 台視主頻 每週一至週五 20:00 - 22:20 · 09/16起調整為每週一至週五20:00 - 21:00 | 臺灣 台視主頻 每週一至週五 20:00 - 22:20 · 09/16起調整為每週一至週五20:00 - 21:00                                               | 臺灣 台視主頻 每週一至週五 20:00 - 22:20 · 09/16起調整為每週一至週五20:00 - 21:00 |
| --------------------------------------------------------------------------------- | --- | --------------------------------------------------------------------------------- |
|                                                                                   | 天若有情 （2015年7月22日－2016年1月21日）                                                                                       |                                                                                   |
| 春梅 （2015年5月7日－2015年7月21日）                                              | 春梅（重播）（20:00~22:00） （2016年1月22日－2016年2月29日）家有四千金（重播）（21:00~22:00） （2015年9月16日－2015年10月23日） |                                                                                   |

| 佳乐台 週一至週五 18:00 - 20:00     | 佳乐台 週一至週五 18:00 - 20:00          | 佳乐台 週一至週五 18:00 - 20:00 |
| ----------------------------------- | ---------------------------------------- | ------------------------------- |
|                                     | 天若有情 （2015年10月30日-2016年2月29日) |                                 |
| 春梅 (2015年9月23日-2015年10月29日) | 辣妈正传 （2016年3月1日-）               |                                 |

| Astro欢喜台、Astro欢喜台HD 星期一至五 17:00 - 18:00 从2016年7月25日起,首播时间将改为17:30 - 18:30 | Astro欢喜台、Astro欢喜台HD 星期一至五 17:00 - 18:00 从2016年7月25日起,首播时间将改为17:30 - 18:30 | Astro欢喜台、Astro欢喜台HD 星期一至五 17:00 - 18:00 从2016年7月25日起,首播时间将改为17:30 - 18:30 |
| ------------------------------------------------------------------------------------------------- | ------------------------------------------------------------------------------------------------- | ------------------------------------------------------------------------------------------------- |
|                                                                                                   | 天若有情 （2016年1月29日-2016年10月13日)                                                          |                                                                                                   |
| 春梅 (2015年11月16日 - 2016年1月28日)                                                             | 加油！美玲 （2016年10月14日 - 2018年2月15日）                                                     |                                                                                                   |

| 马来西亚 八度空间 每週一至週五 11:30 - 12:30、13:00 - 14:00 · （插播華語午間新聞半小時後續播） · 2017年3月27日起改为11:30 - 12:30 | 马来西亚 八度空间 每週一至週五 11:30 - 12:30、13:00 - 14:00 · （插播華語午間新聞半小時後續播） · 2017年3月27日起改为11:30 - 12:30 | 马来西亚 八度空间 每週一至週五 11:30 - 12:30、13:00 - 14:00 · （插播華語午間新聞半小時後續播） · 2017年3月27日起改为11:30 - 12:30 |
| --- | --- | --- |
| | 天若有情 （2017年1月24日– 2017年7月31日）                                                                                         | |
| 春梅 （2016年12月16日– 2017年1月23日）                                                                                            | 龙飞凤舞 (2017年6月21日-2018年10月3日）                                                                                           | |